# Срихари Натараџ
Срихари Натараџ (енгл. Srihari Nataraj, канд. ಶ್ರೀಹರಿ ನಟರಾಜ್; Бангалор, 16. јануар 2001) индијски је пливач чија ужа специјалност су трке леђним стилом. 

## Спортска каријера
Натараџ је дебитовао на међународним такмичењима током 2018, прво на Играма комонвелта у Гоулд Коусту, а потом и на Азијским играма у Џакарти. У Џакарти је успео да се пласира у финала обе појединачне трке леђним стилом. У октобру 2018. учествовао је и на Олимпијским играма младих у Буенос Ајресу где је освојио високо шесто место у финалу трке на 100 леђно. 
На светским првенствима у великим базенима је дебитовао на првенству у корејском Квангџуу 2019. где је наступио у све три појединачне трке леђним стилом — 34. место на 50 леђно, 36. место на 100 леђно и 32. место на 200 леђно. 
На светском јуниорском првенству које је одржано током августа 2019. у Будимпешти, остварио је два одлична резултата, пласиравши се у финала трка на 50 и 100 леђно (заузео 6. и 7. место). 